# スュレイマン・デミレル
スュレイマン・デミレル（トルコ語：Süleyman Demirel、1924年11月1日 - 2015年6月17日）は、トルコの政治家。中道右派政党の公正党、正道党を率いて、1960年代から1990年代にかけて、首相、大統領を歴任した。

## 経歴
1924年11月1日にウスパルタ県アタベイ郡にて誕生した。1949年にイスタンブール工科大学建築学科を卒業し、電気研究局にて勤務。1954年にダム局長、1955年に国家水利庁長官に就任した。
デミレルは、1962年に公正党の書記局メンバーとなり政界入りした。1964年に公正党党首ギュミュシュパラが死去すると、非議員であるにもかかわらず後任の党首に選出され、1965年には、ウルギュプリュ暫定内閣の副首相として初入閣した。
1965年の総選挙では、ウスパルタ選挙区から立候補して当選。公正党も単独過半数の議席を制したため、同年デミレルは首相に選出された。デミレル政権は、1960年代後半を通して、安定政権を維持し、工業化の推進などの経済政策を実施した。
しかし、1970年の予算審議時の混乱をきっかけに、政局は混乱。また同時期には、学生運動や労働争議などの左派系の社会運動が激化し、政府は有効な施策を取れなかった。これを受け、1971年3月12日、軍部は政治社会状況の混乱の責任を問う書簡を大統領と上下両院議長宛てに送り、デミレル内閣は退陣に追い込まれることになった。（「書簡クーデター」）
書簡クーデタの後、公正党は求心力を失い、政権政党から転落した。しかし、中道左派の共和人民党も議会の過半数を制することができなかったため、デミレルは右派の国民救済党、民族主義者行動党などと連立政権を組み、1970年代を通して3度の組閣を行った。
こうした不安定な政局はキャスティング・ボートを握る国民救済党・民族主義者行動党などの宗教政党・極右政党の発言権を増大させた。また、頻繁な政権交代により、慢性化したインフレへの対処も後手に回り、経済状況も悪化の一途を辿った。こうした国政の行き詰まりを、政党政治の限界として捉えた軍部は、「書簡クーデタ」以来10年ぶりに政治介入を決断し、1980年9月12日に軍事クーデターが敢行された。
クーデターにより全政党が解散処分となり、デミレルも身柄を拘束され、政治活動を禁止された。1987年にオザル政権が行った国民投票の結果を受けて、デミレルは政治活動禁止措置を解除され、公正党の後継政党である正道党の党首として政界復帰した。1991年の総選挙では、議会第一党の座を祖国党から取り戻し、社会民主人民党と連立を組んで、7度目の組閣を行った。1993年に大統領のオザルが急逝すると、議会より後任の大統領に選出された。後任の首相、正道党党首には、タンス・チルレルが就任したが、デミレルの大統領就任後、トルコ政局は再び離合集散を繰り返す不安定な局面に入った。
1996年には祖国党・正道党の連立政権が崩壊し、デミレルは、国是である世俗主義原則に抵触する恐れのあるイスラーム系政党である福祉党に対して組閣要請を余儀無くされた。さらに、翌1997年には福祉党のエルバカン政権が、軍部の圧力で退陣に追い込まれ、1980年の軍事クーデター以来の軍部による政治介入を招くこととなった。
2000年に任期満了により大統領を退任し、政界を引退した。
故郷のウスパルタ及びカザフスタンのアルマトゥには、彼の名前を冠したスュレイマン・デミレル大学が設立されている。
2015年6月17日死去。90歳没。